# Johannes Flintoe
Johannes Flintoe (født i 1787, København, død 27. januar 1870, sammesteds) var en dansk født maler med virke i Norge. Flintoe er kendt for landskabsmalerier, kostume studier og historiske scener. 
Johannes Flintoe bosatte sig i 1811 i Christiania på grund af reumatisme efter have deltaget i forsvaret af København 1807-08.
Efter en tid som teatermaler etablerede han sig som portræt-, landskabs- og genremaler. Som landskabs- og folkelivsmaler sikrede Flintoe sig historisk betydning ved at være den første, som konsekvent arbejdede med de norske motivkredse. Bestræbelsen på at skildre karakteristisk norsk natur og folkeliv fandt især sit udtryk i hovedværket Fugleværelset, 1840-43, i Det Kongelige Slott.

## Galleri
- Folkedragter fra Gran i Telemark er et eksempel på Johannes Flntoes dragtstudier fra sine mange rejser i norske byer.
- Reproduktion af Johannes Flintoes Utsigt ifrån en Fjäll-Grotta i Urlandsdalen i Bergens Stift fra før 1830. Det er Flintoe selv som sidder med høj hat og tegner udsigten over Aurlandsdalen.
- Johannes Flintoes dekorative naturmotiver i Fugleværelset på Slottet i Oslo blev malet i 1841 og er eksempel på samtidens illusionsmaleri. Motivet er Myrhorn i Jostedalen, også afbildet af Joachim Frich i Norge fremstillet i Tegninger.
- Krundalen (1822), en sidedal til Jostedalen
- Toldvisitation ved Klingenberg (1830)
- Abraham Pihl, maleri i Vang kirke (Ridabu) (usikker dato).
- Fra Kongens gruve, Kongsberg, tegning fra 1834 som forestiller arbejde i miner på Kongsberg.